# Seemann, ahoi!
Seemann, ahoi! (Originaltitel: Easy Come, Easy Go) ist ein US-amerikanischer Musikfilm von John Rich aus dem Jahr 1967. Es war der 24. Film, in dem Elvis Presley eine Rolle übernahm.

## Handlung
Der Unterwassersprengexperte Ted Jackson trifft während eines Landgangs seinen alten Freund Judd Whitman wieder. Früher trat er als Sänger in Judds Bar auf, der ihm eine erneute Zusammenarbeit anbietet. Obwohl Teds Zeit bei der Marine fast um ist, lehnt er ein erneutes Auftreten als Sänger ab, war dieses doch finanziell stets ein Desaster.
Bei seiner letzten Treibminenentschärfung findet Ted unweit des Sprengkörpers das Wrack eines Schiffes und darin eine mit Schlössern gesicherte Truhe. Während des Tauchgangs wird er von einer Gruppe um die Yachtbesitzerin Dina Bishop gestört, die ihn zum Spaß bei der Entschärfung der Mine von ihrem Freund Gil fotografieren lässt.
Zurück an Land erkundigt sich Ted nach dem Wrack. Von Captain Jack erfährt er den Namen des Schiffes und den Hinweis, dass ein Nachfahre der Schiffsbesitzer Jo Symington sei. Ted sucht Jo auf, gerät ungewollt in eine Yogastunde und stellt schließlich fest, dass Jo eine junge Frau ist, die er bereits in Judds Bar als Tänzerin gesehen hatte. Er gibt vor, über das versunkene Schiff ein Buch schreiben zu wollen, und Jo erzählt, dass das Schiff damals außer Kaffee auch eine Truhe voll alter Münzen geladen hatte. Sie ist froh, dass Ted im Gegensatz zu anderen Leuten nicht auf das Geld auf dem Schiff aus ist, sondern sich nur für Fakten für sein Buch interessiert.
Ted überredet Judd, mit ihm aufs Meer zu fahren und die Kiste zu bergen. Unterstützung erhalten sie zunächst von Captain Jack, der ihnen die nötige Ausrüstung vermietet. Er selbst kehrt nach kurzer Zeit an Bord an Land zurück, da er schwer seekrank ist. Stattdessen kommt Jo an Bord. Ted und Judd geben zunächst vor, auf See angeln zu wollen, gestehen Jo jedoch die Wahrheit, als sie auf See sind. Jo reagiert enttäuscht und wütend. Ihrem Boot ist die Yacht mit Dina und Gil gefolgt, sodass sie nicht zum Fundort des Schatzes weiterfahren. Gil hat auf dem Foto, das er bei der Entschärfung der Mine von Ted gemacht hat, das Schiffswrack im Hintergrund entdeckt und ahnt, dass Ted, Judd und Jo auf Schatzsuche sind. Er zerstört zwei Kabel der Yacht und zwingt die drei, die Yacht mit ihrem Boot abzuschleppen. So verhindert er, dass sie sich auf Schatzsuche machen können.
Am Abend überzeugt Gil Captain Jack, dass Ted und Judd ihn hereinlegen wollten und sogar die Yacht beschädigt haben, um den Schatz allein zu bergen. Entsetzt holt Jack seine Taucherausrüstung von Teds Boot und bringt sie stattdessen auf die Yacht. Hier erscheint wiederum Ted, der nach der Ausrüstung schauen wollte, und es kommt zum Zweikampf zwischen Ted und Gil. Jack bringt unterdessen die Ausrüstung zurück in seinen Laden.
Jo hat den potenziellen Fund bereits verplant: Sie will mit dem Geld ein Kulturzentrum für die Beatniks der Stadt bauen. Als Ted ihr gesteht, dass Jack ihnen die Ausrüstung weggenommen hat und kein Tauchgang stattfinden kann, fahren Ted, Judd und Jo zu Jack, um ihn umzustimmen. Der wurde unterdessen von Dina auf die Yacht gelockt, wohin Gil auch Jacks Ausrüstung bringt. Zu dritt fahren sie aufs Meer, wo Dina und Gil zum Wrack hinabtauchen. Auch Ted, Judd und Jo kommen kurz darauf an der Yacht an. Da Jack die Ausrüstung ursprünglich an Ted und Judd verliehen und diesen Vertrag nicht gelöst hat, würde der mit ihrer Ausrüstung gehobene Schatz auch ihnen gehören. Jack hat zudem eingesehen, dass Ted den Schatz zuerst entdeckt hat und er damit ihm gehört. Ted taucht zum Wrack ab, wo es zum Zweikampf zwischen Ted und Gil kommt, den Dina lediglich fotografisch festhält. Es gelingt Ted, Gil zu besiegen und die Schatztruhe zu bergen. Dina zeigt sich als gute Verliererin, hat sie doch genug Geld und alles eher als Spiel aufgefasst.
Der vermeintliche Schatz entpuppt sich als Truhe voller Kupfermünzen. Anders als Gold- oder Silbermünzen sind die Kupferstücke nahezu wertlos und bringen Ted, Judd, Jo und Jack einen Erlös von 4000 US-Dollar ein. Dieser reiche für eine Anzahlung für das geplante Jugendzentrum, sodass schließlich alle ihr Geld zusammenlegen. Den Rest will Ted durch Auftritte in Judds Bar einspielen. Er beginnt gleich mit einer Gesangseinlage, an deren Ende er und Jo sich küssen.

## Produktion
Seemann, ahoi! wurde vom 12. September bis zum 30. Oktober 1966 in der Long Beach Naval Station in San Pedro, Los Angeles, gedreht. Die Innenaufnahmen entstanden in den Paramount Studios.
Der Film erlebte am 22. März 1967 seine US-Premiere. In Deutschland lief er am 22. Dezember 1967 in den Kinos an.
Elvis Presley singt im Film verschiedene Lieder:
- Easy Come, Easy Go (Sid Wayne & Ben Weisman)
- The Love Machine (Gerald Nelson, Fred Burch & Chuck Taylor)
- You Gotta Stop (Bill Giant, Bernie Baum & Florence Kaye)
- Sing You Children (Gerald Nelson & Fred Burch)
- I'll Take Love (Dolores Fuller & Mark Barker)
- She's a Machine (Joy Byers)
- Leave My Woman Alone (Ray Charles)

Zusammen mit Elsa Lanchester ist Elvis Presley zudem mit dem Titel Yoga Is As Yoga Does zu hören. Dieser wurde von der Kritik als „unverzeihlich“ verrissen und als „Grauen durch und durch“ – „a true, out-and-out horror“ – bezeichnet.

## Kritik
Der film-dienst schrieb 1967:

„Wider Erwarten ist Elvis Presley noch nicht ‚gestorben‘, aber man muß sich schon etwas einfallen lassen, um ihn wirksam zu präsentieren. Diesmal tritt er als Froschmann auf. […] Die abenteuerlichen Partien sind nur Aufhänger für die vielen Presley-Songs, um die es in erster Linie geht. Als weitere Staffage und um das Bild bunter zu machen, werden ein Yoga-Club, ein Künstlerklub und Beatniks eingeführt. Eine harte Prügelei und ein Unterwasserkampf passen nicht recht in den Stil dieses musikalisch verfremdeten Abenteuers.“

Das 1990 vom film-dienst herausgegebene Lexikon des Internationalen Films bezeichnete den Film als „kleines Abenteuer mit Gesangseinlagen und Werbung für Pop-Art-Künstler.“
Cinema stellte fest: „Der King als Heulboje: ein Schlag ins Wasser.“
Allmovie schrieb, dass der Film zwar nicht der schlechteste Film Elvis Presleys, jedoch bei weitem auch nicht der beste sei. Presley wirke nur während der Gesangseinlagen wirklich engagiert. Sonst verlasse er sich anstatt auf sein schauspielerisches Können nur auf sein Charisma und seinen Charme, was angesichts des schlechten Drehbuchs auch legitim sei. Gesamtgesehen sei der Film wie andere Elvis-Filme der Zeit ein dümmliches und ermüdendes Werk.
Der Evangelische Film-Beobachter zog folgendes Fazit: „Elvis Presley trällert sich zwischen einer Blonden und einer Schwarzhaarigen dem Glück zu und hebt nebenbei noch eine Truhe voller spanischer Münzen. Leichte Unterhaltung für kleine Mädchen und Presley-Fans ab 12 Jahren.“